# Poliamorija
Poliamorija (iz grščine πολύ [poly, pomeni nekaj ali več] in latinščine amor [ljubezen]) se prakticira iz želje po sprejemanju po več kot enem intimnem razmerju v soglasju z ostalimi udeleženci.
Poliamorija, pogosto skrajšano kot poli, se pogosto opisuje kot sporazumno, etično, ali ne-odgovorno monogamijo. Beseda se včasih uporablja v širšem smislu in se sklicuje na spolne ali romantične odnose, ki niso spolno izključen, čeprav ni strinjata o tem, kako široko se pojem uporablja. Poudarek je na etiki, poštenosti, transparentnosti in vse kar splošno velja kot ključna opredeljena značilnost.
Termin "polyamorous" je mišljen kot narava odnosov ali kot filozofija orientacije odnosov (več kot samo spolna ali seksualna orientacija). Včasih se uporablja kot krovni termin za več odnosov; poliamorni dogovori so različni, kar se odraža v izbiri in filozofiji vpletenih posameznikov.
Poliamorija je manj specifičen termin kot pa poligamija, praksa ali stanje, kjer je možno imeti več kot enega zakonca. Večina poligamnih kultur je tradicionalno poliginičnih, kjer ima mož več žena. Poliandrične družbe, v katerih ima žena več mož tudi obstajajo, vendar so manj pogoste. Poroka ni pogoj za poliamorne odnose.